# エルの物語
エルの物語（エルのものがたり）、または、エルの神話（エルのしんわ、英語: Myth of Er）とは、プラトンが『国家』の末尾で記述した冥府の物語のこと。
パンピュリア族のアルメニオスの子エルが、死後十二日間に渡って体験した臨死体験という体裁を採り、輪廻転生、閻魔大王のごとき冥府の裁判官たち、天国と地獄、天動説的宇宙論など、様々な要素が盛り込まれた物語となっている。
『パイドン』内で語られる冥府の物語や、『パイドロス』内で語られる3番目の物語とも内容的に関連している。

## 内容
『国家』で一連の問答を終えた後、ソクラテスはグラウコンに対して、正義の人が生存中に受け取る利益については語り終えたが、正義の人、不正の人それぞれに死後待ち受けているものと比べたら、それらは些細なものであるとして、死後の話としてエルの物語を語り始める。
パンピュリア族のアルメニオスの子エルは、勇敢な戦士であり、戦争で最期をとげた。しかし死後10日経ってもエルの死体は腐らず、12日目に火葬される直前になって息を吹き返した。そしてあの世で見てきた様々な事柄を語ったという。

### 冥府の裁判所
エルの魂は死後、身体を離れて他の魂と共に不思議な場所に到着した。
そこは右上と左下に天と地につながる出入り口の穴がそれぞれ2つ開いている空間で、その間に裁判官たちが座っていた。
魂たちはそこで次々に裁かれ、正しい人々にはその判決内容を示す印が前に付けられ、右の穴から上に行くよう命じられ、不正な人々は全ての悪業を示す印が後ろに付けられ、左の穴から下へ向かうよう命じられる。
そこでエル自身は「死後の世界を人間たちに伝える者」としての役割を伝えられ、ここで行われることを全て見聞きするよう指示される。

### 地獄と天国
天と地のそれぞれ2つある穴は、1つが立ち去るための「出口」で、もう1つが帰ってくるための「入り口」になっている。地の「入り口」からは汚れと埃にまみれた魂が、天の「入り口」からは浄らかな姿の魂が、帰ってきて隣接の「牧場」へと集まり、互いに経験したことをたずね、教え合う。地下でどんなに恐ろしいことをどれだけたくさん受けたり、見なくてはならなかったか。天ではどれだけ喜ばしい幸福と計り知れない美しい観ものがあったか。
魂たちは生前の行いの正・不正に応じた恩恵と刑罰を受けるが、それは一回100年で10回繰り返され、合計1000年続く（そして「牧場」へ帰ってくる）。これは人間の一生を100年と見なし、10倍分の報いを与えるためだという。

### 大罪者の扱い
神々や生みの親に対する不敬や、自ら殺人を行った者などは、さらに大きな報いが加えられる。その例としてアルディアイオスという人物が挙げられる。アルディアイオスは1000年前にパンピュリアのある国の独裁僭主だった人物で、父・兄を殺し、数多くの不敬な所業を重ねたという。
アルディアイオスが他の独裁僭主たちや一般の大罪者らと共に地下から出ようとすると、まだ十分に罪の報いを受けてないとして、出口の穴が咆哮の声を上げ、猛々しい男たちが彼らを鷲掴みにして連れ去った。そして特にアルディアイオスら何人かの手と足と頭を縛り上げ、投げ倒して皮を剥ぎ、刺（とげ）の上で羊毛をすくように肉を引き裂き、通り過ぎる者たちに彼らがどうしてこのような目に遭っているのかと、これから彼らがタルタロス（奈落）に放り込まれるために連れ去られることを告知した。
それゆえに、穴から帰る者は、その穴が咆哮の声を上げやしないか、そのことを最も恐れ、沈黙している時はこの上ない喜びを感じるという。

### 天球の構造
「牧場」に集まった魂たちは、そこで7日間過ごし、8日目に旅に出なくてはならない。
旅立って4日目に、彼らは上方から天と地の全体を貫いている柱のような光（天球の中心軸）を目にする。それは虹に似ているがもっと明るく輝き、もっと清らかだった。
さらに1日かけてそこへと到着すると、その光の両端は天球の外側を通った外回りでもつながっていて、ちょうど天球を内側と外側から締める「光の綱」だった。
天球の中心軸にはアナンケー（必然）の女神の紡錘が挿さっており、その紡錘の「はずみ車」はそれぞれ特有の輝き・明るさ・色彩を持ちながら、椀を「入れ子」状にしたように8つ重なっており、上から見るとその縁がいくつもの輪として見えるようになっている（地球を中心とした、月・太陽・太陽系惑星・その他の恒星群の周回軌道に対応している）。
紡錘はアナンケー（必然）の女神の膝の中で回転しており、それぞれの輪は、それぞれの速さで回転している。そして、その1つ1つの輪にはセイレーンが乗ってそれぞれの声（1つの音）を発しており、全部で8つの声が互いに協和し合って単一の音階を構成している。
また、アナンケー（必然）の女神の娘たち、すなわちモイライ（運命の女神たち）であるラケシス（過去）、クロートー（現在）、アトロポス（未来）も等間隔で輪になって玉座に座り、セイレーンの音楽に合わせて歌いながら、手で紡錘の「はずみ車」の回転を助けていた。

### 転生の選択
魂たちは女神ラケシスのところへ行くよう命じられ、行くと神官が彼らを整列させ、ラケシスから「くじ」と「生涯の見本」を受け取り、高壇に登って新たな周期（転生）が始まることを告げつつ「くじ」を皆に投げ与える。
魂たちは「くじ」の番号順に「生涯の見本」の中から望みの生涯を選ぶ。まさにこの時のためにこそ、「善い生涯」（魂を正しくする生涯）と「悪い生涯」（魂を不正にする生涯）を識別し選択できる能力・知識を磨いておかねばならないとソクラテスは言う。

1番のくじを引き当てた者は、浅はかさと欲深さのために「最大の独裁僭主の生涯」を選んでしまい、後で自分の選択を嘆いた。彼は天上から来た魂だったが、前世においてよく秩序立てられた国制の中で過ごしたおかげで、真の知の追求（哲学）をすることなく、ただ慣習の力によって徳を身につけた者だったので、そのような選択をしてしまった。同じく天上から来た少なからざる魂が似たような安易な選択をしてしまった。彼らは苦悩によって教えられることがなかったから。
逆に地下から来た魂たちは、自身も散々苦しみ、また他者の苦しみも見てきたので、決して安易な選択はせず慎重に選んだ。

それぞれの魂の選択は、たいていの場合、「前世における習慣」に左右された。
オルペウスの魂は、女たち（マイナデス）に殺されて女性を憎み、女性から生まれるのを嫌がって、「白鳥の生涯」を選んだ。
タミュラスの魂は、「夜鶯の生涯」を選んだ。
また逆に白鳥やその他の音楽的な動物の魂が、人間に生まれ変わるために「人間の生涯」を選んだりもした。
20番目のアイアースの魂は、武具をめぐる競技会の判定が忘れられず、人間に生まれることを嫌って、「ライオンの生涯」を選んだ。
続くアガメムノーンの魂も、自分が受けた災難ゆえに人間を忌み嫌い、「鷲（わし）の生涯」を選んだ。
アタランテーの魂は、男子競技者に与えられる大きな栄誉を目にして、その生涯を選んだ。
エペイオスの魂は、技術の秀でた女に生まれ変わることを選んだ。
道化者テルシーテースの魂は、猿に生まれることを選んだ。
たまたま最後になったオデュッセウスの魂は、前世の数々の苦労が身にしみて、野心も枯れ果てていたので、厄介事のない「一私人の生涯」を選んだ。
他の動物の魂も、人間を選ぶもの、動物を選ぶものどちらもあった。不正な動物は凶暴な野獣となり、正しい動物はおとなしい家畜になった。

### 忘却と転生
全ての魂が新たな生涯を選び終えると、くじの順番で整列して、ラケシス、クロートー、アトロポスのモイライ（運命の女神たち）の下へ行き、その運命の糸を不変なものとしてもらい、アナンケー（必然）の女神の玉座の下を通って、「レーテー（忘却）の野」へと旅路を進んだ。それは草木一本生えてない炎熱の道行きだった。
夕方になって「アメレース（放念）の河」のほとりに宿営することになったが、この河の水はどのような容器でも汲むことができなかった。全ての魂はこの水を決められた量だけ飲まなければならなかったが、自制することができない者たちは、決められた量よりたくさん飲んだ。そして皆一切のことを忘れてしまった。
皆が就寝して真夜中になると、雷鳴がとどろき、大地が揺れ、突如としてそれぞれの魂は流星のようにそれぞれの場所へと運び去られて行った。
エルは河の水を飲むことを禁じられていたので、記憶を失わなかったが、どこを通り、どう肉体の中に帰ってきたかは分からなかった。不意に目を開くと、明け方に火葬のための薪の上に横たわっているのを見出した。

最後にソクラテスはグラウコンに言う。
こうして「エルの物語」は滅びず救われたのであり、我々がこの物語を信じるなら、我々自身も救うことになるだろう。忘却の河を渡っても魂を汚さずに済むだろう。魂が不死で、あらゆる悪にも善にも堪えうるものだと信じるならば、我々は常に向上の道を外れることなく、あらゆる努力を尽くして正義と思慮にいそしむことになるだろう。そうすることで、生前も死後も、1000年の旅路においても、我々は幸せであることができるだろう。